# Mark Bluvshtein
Mark Bluvshtein (ur. 20 kwietnia 1988 w Jarosławiu) – kanadyjski szachista, arcymistrz od 2004 roku.

## Kariera szachowa
Urodził się w Związku Radzieckim. Gdy miał 5 lat jego rodzina przeprowadziła się do Izraela, a po następnych 6 latach - do Toronto. W latach 1998 i 1999 dwukrotnie zdobył tytuł mistrza Izraela juniorów oraz reprezentował ten kraj w mistrzostwach świata juniorów (odpowiednio w kategoriach do lat 10 i 12). Pomiędzy 2001, a 2005 rokiem zdobył sześć złotych medali w mistrzostwach Kanady juniorów (w różnych kategoriach wiekowych). W latach 2002–2008 czterokrotnie (w tym raz na I szachownicy) reprezentował barwy Kanady na szachowych olimpiadach.
W roku 2002 podzielił I miejsce w kołowym turnieju w Montrealu. W 2003 zwyciężył (wraz z Jewgienijem Postnym) w Balatonlelle. W następnym roku otrzymał tytuł arcymistrza, stając się najmłodszym Kanadyjczykiem w historii, któremu przyznano ten tytuł. W 2005 osiągnął duży sukces, zdobywając brązowy medal mistrzostw świata juniorów do la 18, rozegranych w Belfort. Podzielił również I miejsce (wraz z m.in. Wasilijem Iwanczukiem. Aleksiejem Szyrowem i Wiktorem Bołoganem) w otwartych mistrzostwach Kanady w Edmonton. W 2007 r. podzielił I m. (wspólnie z Viktorem Erdosem i Levente Vajdą) w turnieju First Saturday (FS GM06) w Budapeszcie, a w 2008 r. w czerwcowej edycji tego turnieju samodzielnie zwyciężył. W 2009 r. zwyciężył (wspólnie z Edwardem Porperem, a przed m.in. Aleksiejem Szyrowem, Michaelem Adamsem i Ni Hua) w turnieju Canadian Open Chess Championship w Edmonton. W 2010 r. podzielił I m. (wspólnie z m.in. Illą Nyżnykiem i Dejanem Bożkowem) w Groningen. W 2011 r. zdobył w Tolucy srebrny medal indywidualnych mistrzostw Ameryki.
Najwyższy ranking w dotychczasowej karierze osiągnął 1 lipca 2011 r., z wynikiem 2611 punktów zajmował wówczas 1. miejsce wśród kanadyjskich szachistów.